# Murici
Murici is een gemeente in de Braziliaanse deelstaat Alagoas. De gemeente telt 26.918 inwoners (schatting 2009).

## Aangrenzende gemeenten
De gemeente grenst aan Branquinha, Capela, Flexeiras, Messias, Atalaia en Rio Largo.

## Verkeer en vervoer
De plaats ligt aan de noord-zuidlopende weg BR-104 tussen Macau en Maceió.

## Geboren
- Renan Filho (1979), gouverneur van Alagoas[1] en burgemeester van Murici[2]